# 杨雨民
杨雨民（1910年—1971年），内蒙古赤峰人，中华人民共和国政治人物。
担任热河省人民委员会副主席。1954年，当选第一届全国人民代表大会代表。